# Nimfa stawowa
Nimfa stawowa (Enallagma cyathigerum) – gatunek owada z rzędu ważek, należący do podrzędu ważek równoskrzydłych i rodziny łątkowatych (Coenagrionidae).
Żyje w dużych grupach nad wodami stojącymi. Osiąga długość 34 mm i rozpiętość skrzydeł 42 mm. Występuje w całej Europie, w Azji oraz północno-zachodniej Afryce. Gatunek szeroko rozprzestrzeniony i niezagrożony.
Jasnobłękitne samce przypominają łątkę dzieweczkę (Coenagrion puella) – cechą różniącą jest plamka umiejscowiona między skrzydłami. Plamka u łątki dzieweczki swoim kształtem przypomina podkowę, a u nimfy stawowej ma formę strzałki skierowanej ku głowie. 
Samice nimfy stawowej mają szare lub zielone ubarwienie.